# Ketscher
Ketscher ist eine Bezeichnung aus Hamburg für ein historisches Werkzeug zum Abbaggern von Sand im Wasser.
Bis zum Anfang des 19. Jahrhunderts wurden Ketscher benutzt, um bis in 5 Fuß Tiefe, Sand per Hand von kleinen Schuten aus ab zubaggern. Damit wurde zum einen die Fahrrinne erhalten, also Untiefen entfernt und es wurde Ballastmaterial gewonnen, das für die Segelschifffahrt benötigt wurde. Der Ketscher war meist eine Stange an der eine Art Beutel hing, in dem der Sand abgetragen werden konnte. Da diese Methode des Abbaggerns mit dem Aufkommen von Schiffen mit größerem Tiefgang unzulänglich wurde, kamen auch die Ketscher außer Gebrauch.

## Quelle
Hamburg und seine Bauten, Band 2, 1914, S. 16 f; Thele: Das Baggerei- und Eisbrechwesen, Digitalisat der Staats und Universitätsbibliothek Hamburg: Thele: Das Baggerei- und Eisbrechwesen